# Алучинский массив
Алучинский массив — гористая геологическая формация, относится к тектонически выведенным на поверхность позднепермским образованиям в пределах Южно-Анюйской складчатой зоны, разграничивающей Новосибирско-Чукотскую структуру и Колымский массив. Находится чуть южнее Северного полярного круга, вблизи реки Баимка (левый приток реки Большой Анюй), в 180 км к юго-западу от Билибино. Этот горст относится к Чукотскому автономному округу.
В этом районе также находится Баимский бассейн — месторождение золота и платины. В пределах массива выделены три ассоциации — дунит-гарцбургитовая, пироксенит-габбро-верлитовая и габбровая. Среди изученных пород массива представлены шпинелевые гарцбургиты.